# Hans Ammerich
Hans Ammerich (* 29. August 1949 in Zweibrücken) ist ein deutscher Historiker und Archivar.

## Leben
Hans Ammerich studierte Geschichte, Katholische Theologie und Germanistik in Saarbrücken und München. 1975 absolvierte er sein Staatsexamen für das Lehramt an Gymnasien. Im Anschluss war Ammerich von 1975 bis 1977 Wissenschaftlicher Mitarbeiter am Institut für Katholische Theologie in Saarbrücken. Es folgte von 1977 bis 1979 eine Tätigkeit als Wissenschaftlicher Assistent am Lehrstuhl für Mittelalterliche und Neue Kirchengeschichte an der Katholischen Fakultät der Universität München bei Georg Schwaiger. 1979 wurde er an der Ludwig-Maximilians-Universität München bei Friedrich Prinz zum Dr. phil. (Doktor der Philosophie) promoviert. 1982 absolvierte er sein zweites Staatsexamen für Archivwissenschaft an der Archivschule Marburg. Von 1979 bis 2014 war Ammerich Direktor des Bistumsarchivs Speyer.
Zudem war er von 1984 bis 2015 Dozent für Diözesangeschichte am Bischöflichen Priesterseminar St. German in Speyer und lehrte von 1992 bis 2018 am Institut für Katholische Theologie an der Universität Koblenz-Landau in Landau. 2004 wurde er zum Honorarprofessor an der Universität Koblenz-Landau ernannt.
Er ist Mitglied der katholischen Studentenverbindung KDStV Vasgovia Landau im CV.

## Wirken
Ammerichs Forschungsschwerpunkte sind die südwestdeutsche Landesgeschichte, die Kirchengeschichte und die Verfassungs- und Verwaltungsgeschichte, insbesondere der Frühen Neuzeit.
Ammerich engagierte sich zwei Jahrzehnte lang als Vorstandsmitglied in der Arbeitsgemeinschaft für geschichtliche Landeskunde am Oberrhein. Seit 2010 leitet er die Palatia-Sacra-Kommission der Gesellschaft für mittelrheinische Kirchengeschichte. Er ist Mitglied der Wissenschaftlichen Kommission des Historischen Vereins der Pfalz.
Von 1990 bis 1994 war Ammerich Vorsitzender der Bundeskonferenz der kirchlichen Archive in Deutschland. Er vertrat viele Jahre die Fachgruppe 3 (Kirchliche Archive) im Vorstand des Verbands deutscher Archivarinnen und Archivare (VdA). Von 2001 bis 2005 war er dessen stellvertretender Vorsitzender.

## Ehrungen
- Johann Christian von Hofenfels-Medaille des Bunds der Pfalzfreunde in Bayern (1996)
- Plakette der Gesellschaft für mittelrheinische Kirchengeschichte (1998)
- Pfalzpreis – Lebenswerk-Preis – für pfälzische Geschichte und Volkskunde des Bezirksverbands Pfalz (2015)[3]

## Veröffentlichungen (in Auswahl)

### Monografien
- Landesherr und Landesverwaltung. Beiträge zur Regierung von Pfalz-Zweibrücken am Ende des Alten Reiches (= Veröffentlichungen der Kommission für Saarländische Landesgeschichte und Volksforschung. Band 11). Minerva-Verlag Thinnes u. Nolte, Saarbrücken 1981. Zugl.: München, Univ., Diss. 1979, ISBN 3-477-00063-3.
- Das Bistum Speyer und seine Geschichte, 7 Hefte, Sadifa Media, Kehl am Rhein 1998–2006.
- Das Bistum Speyer von der Römerzeit bis zur Gegenwart (= Schriften des Diözesan-Archivs Speyer. Band 42). Pilger-Verlag, Annweiler 2011, ISBN 978-3-942133-51-7.
- Einführung in das Studium der Kirchengeschichte (= Einführung Theologie). Wissenschaftliche Buchgesellschaft, Darmstadt 2014, ISBN 978-3-534-23541-4. Zusammen mit Lenelotte Möller.
- Die Salier. 1024-1125 (= Marixwissen). Marix-Verlag, Wiesbaden 2015, ISBN 978-3-86539-991-5. Zusammen mit Lenelotte Möller.
- Der Dom zu Speyer. Herausgegeben vom Dombauverein Speyer. 5. Auflage. Peregrinus, Speyer 2019.[4]
- Speyer. Kleine Stadtgeschichte. Pustet, Regensburg 2019, ISBN 978-3-7917-3086-8.

### Als Herausgeber
- Lebensbilder der Bischöfe von Speyer seit der Wiedererrichtung des Bistums Speyer 1817/21. Festgabe zum 60. Geburtstag Seiner Exzellenz Dr. Anton Schlembach, Bischof von Speyer. Herausgegeben im Auftrag des Domkapitels (= Schriften des Diözesan-Archivs Speyer. Band 15). Pilger-Verlag, Speyer 1992, OCLC 243714048.
- Siebeldingen. Aus Geschichte und Gegenwart eines südpfälzischen Weinortes. Knecht, Landau 1999, ISBN 3-930927-51-9.
- Zwischen „Staatsanstalt“ und Selbstbestimmung. Kirche und Staat in Südwestdeutschland vom Ausgang des Alten Reiches bis 1870 (= Oberrheinische Studien. Band 17). Jan Thorbecke, Ostfildern 2000, ISBN 3-7995-7817-X. Zusammen mit Johannes Gut.
- Das Bayerische Konkordat 1817. Konrad, Weißenhorn 2000, ISBN 3-87437-443-2.
- Säkularisation am Oberrhein (= Oberrheinische Studien. Band 23). Jan Thorbecke, Ostfildern 2004, ISBN 3-7995-7823-4. Zusammen mit Thomas Adam, Volker Rödel.
- Ottheinrich und die humanistische Kultur in der Pfalz (= Veröffentlichung der Pfälzischen Gesellschaft zur Förderung der Wissenschaften in Speyer. Band 103). Verlag der Pfälzischen Gesellschaft zur Förderung der Wissenschaften, Speyer 2008, OCLC 230141256. Zusammen mit Hartmut Harthausen.
- Historische Regionalforschung im Aufbruch. Studien zur Geschichte des Herzogtums Pfalz-Zweibrücken (= Veröffentlichung der Pfälzischen Gesellschaft zur Förderung der Wissenschaften in Speyer. Band 107). Verlag der Pfälzischen Gesellschaft zur Förderung der Wissenschaften, Speyer 2010. ISBN 978-3-932155-30-7. Zusammen mit Frank Konersmann.
- Pfälzisches Klosterlexikon. Handbuch der pfälzischen Klöster, Stifte und Kommenden (= Beiträge zur pfälzischen Geschichte. Band 26). 5 Bände. Institut für pfälzische Geschichte und Volkskunde, Kaiserslautern 2014–2019. Bd. 1, A–G: ISBN 978-3-927754-76-8. Bd. 2, H–L: ISBN 978-3-927754-77-5. Bd. 3, M–R : ISBN 978-3-927754-78-2. Bd. 4, S, Speyer: ISBN 978-3-927754-79-9. Bd. 5, T–Z: ISBN 978-3-927754-86-7. Zusammen mit weiteren Herausgebern.

### Schriftenreihen
- Schriften des Diözesan-Archivs Speyer. Bd. 4–46 (1980–2014).
- Archiv für mittelrheinische Kirchengeschichte (AmKG). Ab Band 35 (1983) bis heute. Zusammen mit weiteren Herausgebern.
- Beiträge zum Archivwesen der Katholischen Kirche Deutschlands. Bd. 1–5 (1991–1997).